# アルベルト・ロアン
アルベルト・ロアン（Albert Rohan, 1936年5月9日 - 2019年6月4日）は、オーストリアの外交官、コラムニスト、経営コンサルタント。

## 生涯
ウィーン大学で法学博士号を取得後、欧州大学院大学修士課程を修了。1963年オーストリア外務省（現オーストリア欧州・統合・外交省）入省。ベオグラードやロンドンの大使館勤務で外交経験を積み、クルト・ヴァルトハイム国連事務総長の下で国連事務局員としても働いた。1977年本省事務次官の事務部局長を務めた。その後、アルゼンチン・ウルグアイ・パラグアイの大使を歴任するなど外務省内の要職をいくつも経験し、1996年から2001年まで本省事務次官を務めた。2004年、トルコ加盟問題についての独立委員会の委員となった。2005年フィンランド元大統領マルッティ・アハティサーリとともに国際連合事務総長特別代表に就任し、コソボ地位問題に関するコソボ・セルビア間の交渉を担った。
オーストリア・アメリカ合衆国協会（Österreichisch-Amerikanischen Gesellschaft）会長、オーストリア欧州連合政治協会副会長、ヨーロッパ外交関係委員会委員でもあった。
メルク出身。先祖に首相や閣僚経験者のいる元上級貴族の家柄で、父カール・アントン・ロアンは国際汎ヨーロッパ主義の政治思想家、母はハンガリー国会議長・パリ講和会議ハンガリー代表アポニー・アルベルトの娘。2008年の兄カールの死後、ロアン家家長となり名目的なロアン侯その他の貴族称号を帯びる資格が生じたと見なされた。生涯に2度結婚したが子はなかった。

## 栄典
- 2011年：オーストリア共和国功労勲章（ドイツ語版）星付銀大十字章[2]

## 著書
- Diplomat am Rande der Weltpolitik. Begegnungen, Beobachtungen, Erkenntnisse. Molden, Wien 2002, ISBN 3-85485-079-4.

## 引用
1. ↑  Parte auf der Webseite der Österreichisch-Amerikanischen Gesellschaft, abgerufen am 17. Oktober 2019.
2. ↑  Aufstellung aller durch den Bundespräsidenten verliehenen Ehrenzeichen für Verdienste um die Republik Österreich ab 1952 (PDF; 6,9 MB)